# Tomás Plantagenet
Tomás Plantagenet, conde de Leicester y Lancaster (c. 1278 - 22 de marzo de 1322) fue un noble inglés. Joven miembro de la casa de Lancaster, rama menor recién creada (1267) de la casa de Plantagenet, fue uno de los líderes de la oposición política contra Eduardo II de Inglaterra.

## Linaje
Thomas era el hijo mayor de Edmundo Crouchback, conde de Lancaster y de Blanca de Artois, Reina viuda de Navarra. Edmundo era hijo de Enrique III de Inglaterra.

## Títulos y propiedades
De su padre heredó el condado de Lancaster, Leicester, y el condado de Derby.
De su casamiento con Alice de Lacy, condesa de Lincoln, hija de Henry de Lacy, III conde de Lincoln, llegó a ser Conde de Lincoln, Conde de Salisbury, 11th Baron of Halton y 7º Lord of Bowland a la muerte de su suegro en 1311. Señor de cinco condados, fue uno de los más ricos y poderosos hombres de Inglaterra.
Thomas tenía posesión de algunas fortalezas clave, particularmente en el norte de Inglaterra. Fue responsable de la ampliación del Castillo de Pontefract y en 1313 comenzó la construcción del Castillo de Dunstanburgh una gran fortaleza en Northumberland.

## Casamiento
Su casamiento con Alice de Lacy no tuvo éxito. No tuvieron hijos, aunque él tuvo dos hijos ilegítimos. En 1317 ella fue secuestrada en su mansión de Canford, Dorset por Richard de St Martin, un caballero al servicio de John de Warenne, VII conde de Surrey. Este incidente causó problemas feudales entre Lancaster y Surrey; Lancaster se divorció de su esposa y se apoderó de dos castillos de Surrey como represalia. El rey Eduardo intervino y los dos condes llegaron a un difícil arreglo.
Aunque divorciado de su esposa, continuó manteniendo el poder de los condados de Lincoln y Salisbury. Esto se debió al contrato de matrimonio que habían acordado entre las dos familias; tras la muerte de su suegro, Thomas poseía estos condados en su propio derecho, no en el derecho de su esposa.

## Conflicto con Eduardo II y muerte

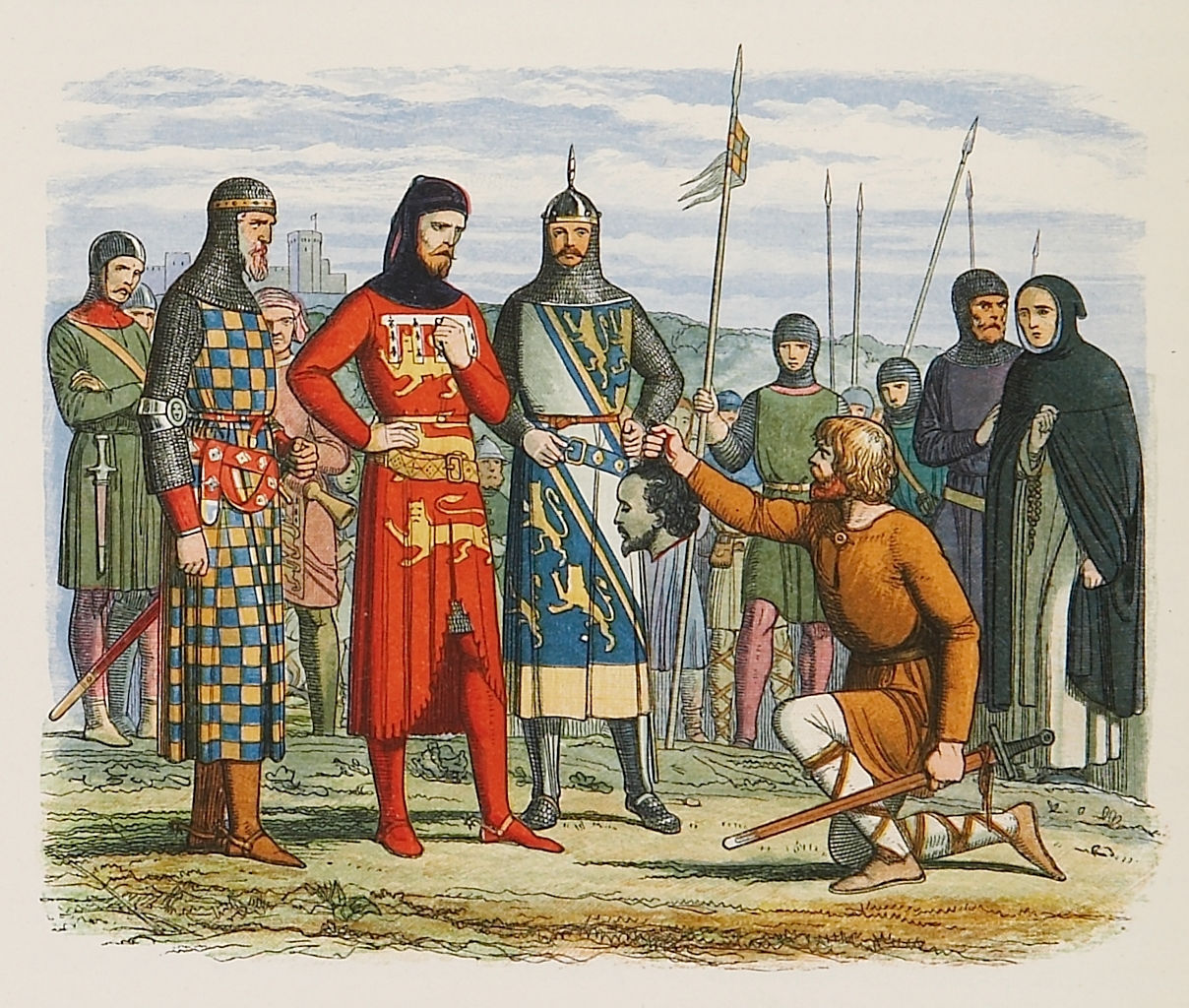
La cabeza de Piers Gaveston, primer conde de Cornualles, es entregada a Thomas, segundo conde de Lancaster; Humphrey de Bohun, cuarto conde de Hereford.

Al alcanzar la mayoría de edad se convirtió en sheriff hereditario de Lancashire, pero pasó la mayor parte de los siguientes diez años luchando por Eduardo I en Escocia. Estuvo presente en la Batalla de Falkirk en 1298 como parte de un ala del ejército de Eduardo I.
Participó en la coronación de su primo el rey Eduardo II de Inglaterra, el 25 de febrero de 1308, portando la Curtana, espada de Eduardo el Confesor. A comienzos de su reinado, Lancaster apoyó abiertamente a Eduardo, pero mientras tanto un conflicto entre el rey y los nobles transcurría, por lo que Lancaster cambió de bando. Él despreciaba al favorito real Piers Gaveston, quien lo había llamado como "el Violinista", y juró venganza cuando Gaveston exigió al rey que desestime uno de los títulos de Lancaster.
Lancaster fue uno de los Lores que exigió la expulsión de Gaveston y demandó el establecimiento de un Baronato. Su ejército privado ayudó a separar al rey de Gaveston, y Lancaster fue uno de los jueces que condenaron a Gaveston y lo vieron ejecutar.
Después del desastre de la Bannockburn en 1314, Eduardo presentó a Lancaster, quién en efecto llegó a gobernan Inglaterra. Mantuvo el poder por los siguientes cuatro años, pero fue incapaz de mantener el orden o prevenir el levantamiento y mantener los territorios de Escocia y el norte. En 1318 surgió una nueva facción de barones, y Lancaster fue depuesto.
El nuevo liderazgo, encabezado eventualmente por Hugh le Despenser, conde de Winchester y su hijo Hugo Despenser el Joven, no fue popular entre los Barones, y en 1321 Lancaster encabezó una rebelión. En ese momento fue derrotado en la Batalla de Boroughbridge, y tomado prisionero.
Lancaster fue juzgado por un tribunal formado, entre otros, por los dos Despensers, Edmund FitzAlan conde de Arundel, y el rey Eduardo. A Lancaster no se le permitió hablar en su defensa, ni que nadie hable por él. A causa de su parentesco y sangre real, el rey conmutó la pena por la decapitación (en vez de ser emasculado, destripado, descuartizado y luego decapitado), y Lancaster fue declarado culpable de traición y ejecutado cerca del Castillo de Pontefract.

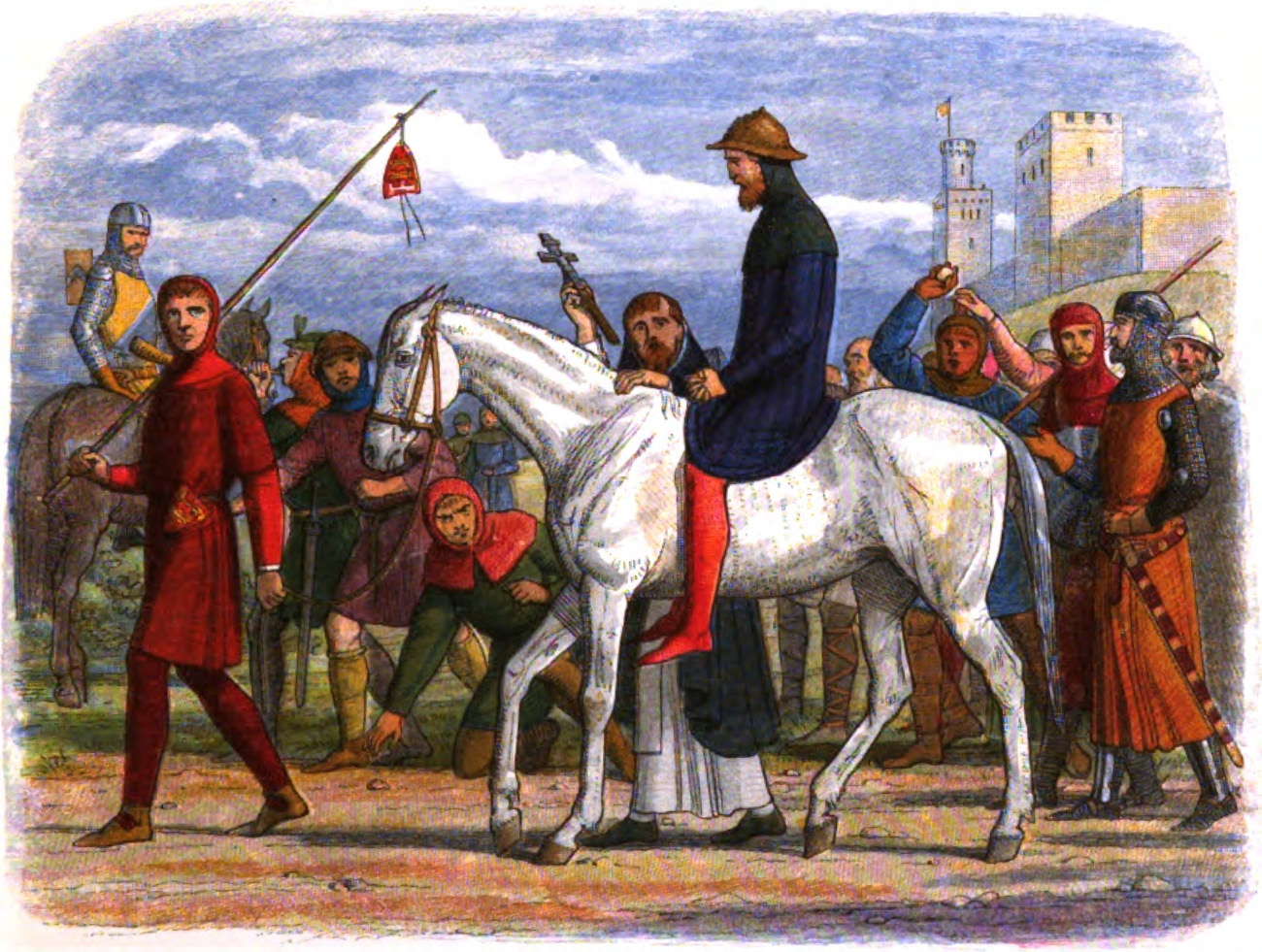
El conde de Lancaster, camino de su ejecución. James William Edmund Doyle (1864).

Con su muerte sus títulos se perderían, pero en 1323 su hermano menor Enrique, conde de Lancaster, solicitó con éxito tomar posesión del condado de Leicester, y en 1326 o 1327 el Parlamento revocó póstumamente la condena a Thomas, pudiendo Enrique tomar la posesión de los condados de Lancaster, Derby, Salisbury y Lincoln.
Poco después de la muerte de Thomas, algunos milagros fueron reportados en su tumba en Pontefract, y llegó a ser venerado como mártir y santo. En 1327 la Cámara de los Comunes pidió al rey Eduardo III de Inglaterra que solicite su canonización, y la veneración popular continuó hasta la reforma.
En 1942 E J Rudsdale informó que algunos de sus huesos habían sido hallados en una caja de subastas de Paskell en Colchester, Essex, después de haber sido retirados del Castillo de Pomfret en 1885.

## Títulos, estilos, honores y armas

### Armas
Heredado de su padre, Thomas llevaba las armas del reino, diferenciado por una "etiqueta Francesa de tres puntos (las tres flores de lis de la nobleza).

## Ancestros
|  |                                             |  |  |  |  |  |  |  |  |  |  |  |  |  |  |  |
|  | 16. Enrique II de Inglaterra                |  |  |  |  |  |  |  |  |  |  |  |  |  |  |  |
|  |                                             |  |  |  |  |  |  |  |  |  |  |  |  |  |  |  |
|  |                                             |  |  |  |  |  |  |  |  |  |  |  |  |  |  |  |
|  | 8. Juan I de Inglaterra                     |  |  |  |  |  |  |  |  |  |  |  |  |  |  |  |
|  |                                             |  |  |  |  |  |  |  |  |  |  |  |  |  |  |  |
|  |                                             |  |  |  |  |  |  |  |  |  |  |  |  |  |  |  |
|  | 17. Leonor de Aquitania                     |  |  |  |  |  |  |  |  |  |  |  |  |  |  |  |
|  |                                             |  |  |  |  |  |  |  |  |  |  |  |  |  |  |  |
|  |                                             |  |  |  |  |  |  |  |  |  |  |  |  |  |  |  |
|  | 4. Enrique III de Inglaterra                |  |  |  |  |  |  |  |  |  |  |  |  |  |  |  |
|  |                                             |  |  |  |  |  |  |  |  |  |  |  |  |  |  |  |
|  |                                             |  |  |  |  |  |  |  |  |  |  |  |  |  |  |  |
|  | 18. Aymar III, conde de Angulema            |  |  |  |  |  |  |  |  |  |  |  |  |  |  |  |
|  |                                             |  |  |  |  |  |  |  |  |  |  |  |  |  |  |  |
|  |                                             |  |  |  |  |  |  |  |  |  |  |  |  |  |  |  |
|  | 9. Isabel de Angulema                       |  |  |  |  |  |  |  |  |  |  |  |  |  |  |  |
|  |                                             |  |  |  |  |  |  |  |  |  |  |  |  |  |  |  |
|  |                                             |  |  |  |  |  |  |  |  |  |  |  |  |  |  |  |
|  | 19. Alicia de Courtenay                     |  |  |  |  |  |  |  |  |  |  |  |  |  |  |  |
|  |                                             |  |  |  |  |  |  |  |  |  |  |  |  |  |  |  |
|  |                                             |  |  |  |  |  |  |  |  |  |  |  |  |  |  |  |
|  | 2. Edmundo de Lancaster                     |  |  |  |  |  |  |  |  |  |  |  |  |  |  |  |
|  |                                             |  |  |  |  |  |  |  |  |  |  |  |  |  |  |  |
|  |                                             |  |  |  |  |  |  |  |  |  |  |  |  |  |  |  |
|  | 20. Alfonso II de Provenza                  |  |  |  |  |  |  |  |  |  |  |  |  |  |  |  |
|  |                                             |  |  |  |  |  |  |  |  |  |  |  |  |  |  |  |
|  |                                             |  |  |  |  |  |  |  |  |  |  |  |  |  |  |  |
|  | 10. Ramón Berenguer V de Provenza           |  |  |  |  |  |  |  |  |  |  |  |  |  |  |  |
|  |                                             |  |  |  |  |  |  |  |  |  |  |  |  |  |  |  |
|  |                                             |  |  |  |  |  |  |  |  |  |  |  |  |  |  |  |
|  | 21. Garsenda de Sabran                      |  |  |  |  |  |  |  |  |  |  |  |  |  |  |  |
|  |                                             |  |  |  |  |  |  |  |  |  |  |  |  |  |  |  |
|  |                                             |  |  |  |  |  |  |  |  |  |  |  |  |  |  |  |
|  | 5. Leonor de Provenza                       |  |  |  |  |  |  |  |  |  |  |  |  |  |  |  |
|  |                                             |  |  |  |  |  |  |  |  |  |  |  |  |  |  |  |
|  |                                             |  |  |  |  |  |  |  |  |  |  |  |  |  |  |  |
|  | 22. Tomás I de Saboya                       |  |  |  |  |  |  |  |  |  |  |  |  |  |  |  |
|  |                                             |  |  |  |  |  |  |  |  |  |  |  |  |  |  |  |
|  |                                             |  |  |  |  |  |  |  |  |  |  |  |  |  |  |  |
|  | 11. Beatriz de Saboya                       |  |  |  |  |  |  |  |  |  |  |  |  |  |  |  |
|  |                                             |  |  |  |  |  |  |  |  |  |  |  |  |  |  |  |
|  |                                             |  |  |  |  |  |  |  |  |  |  |  |  |  |  |  |
|  | 23. Margarita de Ginebra                    |  |  |  |  |  |  |  |  |  |  |  |  |  |  |  |
|  |                                             |  |  |  |  |  |  |  |  |  |  |  |  |  |  |  |
|  |                                             |  |  |  |  |  |  |  |  |  |  |  |  |  |  |  |
|  | 1. Tomás Plantagenet, II conde de Lancaster |  |  |  |  |  |  |  |  |  |  |  |  |  |  |  |
|  |                                             |  |  |  |  |  |  |  |  |  |  |  |  |  |  |  |
|  |                                             |  |  |  |  |  |  |  |  |  |  |  |  |  |  |  |
|  | 24. Felipe II de Francia                    |  |  |  |  |  |  |  |  |  |  |  |  |  |  |  |
|  |                                             |  |  |  |  |  |  |  |  |  |  |  |  |  |  |  |
|  |                                             |  |  |  |  |  |  |  |  |  |  |  |  |  |  |  |
|  | 12. Luis VIII de Francia                    |  |  |  |  |  |  |  |  |  |  |  |  |  |  |  |
|  |                                             |  |  |  |  |  |  |  |  |  |  |  |  |  |  |  |
|  |                                             |  |  |  |  |  |  |  |  |  |  |  |  |  |  |  |
|  | 25. Isabel de Henao                         |  |  |  |  |  |  |  |  |  |  |  |  |  |  |  |
|  |                                             |  |  |  |  |  |  |  |  |  |  |  |  |  |  |  |
|  |                                             |  |  |  |  |  |  |  |  |  |  |  |  |  |  |  |
|  | 6. Roberto I de Artois                      |  |  |  |  |  |  |  |  |  |  |  |  |  |  |  |
|  |                                             |  |  |  |  |  |  |  |  |  |  |  |  |  |  |  |
|  |                                             |  |  |  |  |  |  |  |  |  |  |  |  |  |  |  |
|  | 26. Alfonso VIII de Castilla                |  |  |  |  |  |  |  |  |  |  |  |  |  |  |  |
|  |                                             |  |  |  |  |  |  |  |  |  |  |  |  |  |  |  |
|  |                                             |  |  |  |  |  |  |  |  |  |  |  |  |  |  |  |
|  | 13. Blanca de Castilla                      |  |  |  |  |  |  |  |  |  |  |  |  |  |  |  |
|  |                                             |  |  |  |  |  |  |  |  |  |  |  |  |  |  |  |
|  |                                             |  |  |  |  |  |  |  |  |  |  |  |  |  |  |  |
|  | 27. Leonor Plantagenet                      |  |  |  |  |  |  |  |  |  |  |  |  |  |  |  |
|  |                                             |  |  |  |  |  |  |  |  |  |  |  |  |  |  |  |
|  |                                             |  |  |  |  |  |  |  |  |  |  |  |  |  |  |  |
|  | 3. Blanca de Artois                         |  |  |  |  |  |  |  |  |  |  |  |  |  |  |  |
|  |                                             |  |  |  |  |  |  |  |  |  |  |  |  |  |  |  |
|  |                                             |  |  |  |  |  |  |  |  |  |  |  |  |  |  |  |
|  | 28. Enrique I de Brabante                   |  |  |  |  |  |  |  |  |  |  |  |  |  |  |  |
|  |                                             |  |  |  |  |  |  |  |  |  |  |  |  |  |  |  |
|  |                                             |  |  |  |  |  |  |  |  |  |  |  |  |  |  |  |
|  | 14. Enrique II de Brabante                  |  |  |  |  |  |  |  |  |  |  |  |  |  |  |  |
|  |                                             |  |  |  |  |  |  |  |  |  |  |  |  |  |  |  |
|  |                                             |  |  |  |  |  |  |  |  |  |  |  |  |  |  |  |
|  | 29. Matilde de Flandes                      |  |  |  |  |  |  |  |  |  |  |  |  |  |  |  |
|  |                                             |  |  |  |  |  |  |  |  |  |  |  |  |  |  |  |
|  |                                             |  |  |  |  |  |  |  |  |  |  |  |  |  |  |  |
|  | 7. Matilda de Brabante                      |  |  |  |  |  |  |  |  |  |  |  |  |  |  |  |
|  |                                             |  |  |  |  |  |  |  |  |  |  |  |  |  |  |  |
|  |                                             |  |  |  |  |  |  |  |  |  |  |  |  |  |  |  |
|  | 30. Felipe de Suabia                        |  |  |  |  |  |  |  |  |  |  |  |  |  |  |  |
|  |                                             |  |  |  |  |  |  |  |  |  |  |  |  |  |  |  |
|  |                                             |  |  |  |  |  |  |  |  |  |  |  |  |  |  |  |
|  | 15. María de Suabia                         |  |  |  |  |  |  |  |  |  |  |  |  |  |  |  |
|  |                                             |  |  |  |  |  |  |  |  |  |  |  |  |  |  |  |
|  |                                             |  |  |  |  |  |  |  |  |  |  |  |  |  |  |  |
|  | 31. Irene Ángelo                            |  |  |  |  |  |  |  |  |  |  |  |  |  |  |  |
|  |                                             |  |  |  |  |  |  |  |  |  |  |  |  |  |  |  |
|  |                                             |  |  |  |  |  |  |  |  |  |  |  |  |  |  |  |